# Quimperlé
Quimperlé település Franciaországban, Finistère megyében. Lakosainak száma 12 444 fő (2022. január 1.). Quimperlé Guidel, Baye, Clohars-Carnoët, Mellac, Moëlan-sur-Mer, Rédené és Tréméven községekkel határos.

## Népesség
A település népességének változása:
| Lakosok száma | 10 698 | 11 067 | 10 748 | 10 725 | 11 978 | 12 018 | 12 057 | 12 220 | 12 077 | 12 444 |
|               | 1968   | 1982   | 1990   | 2006   | 2013   | 2015   | 2017   | 2019   | 2020   | 2022   |